# Johanne Schmidt-Nielsen
Johanne Schmidt-Nielsen (født 22. februar 1984 i Odense) er generalsekretær for Red Barnet og tidligere folketingsmedlem for Enhedslisten.
Johanne Schmidt-Nielsen var opstillet til Folketinget i Københavns Storkreds. Hun var Enhedslistens politiske ordfører indtil 4. maj 2016 og har været ordfører på områderne ligestilling, integration, indfødsret og asyl. Efter folketingsvalget i 2019 stoppede hun i Folketinget og begyndte som generalsekretær i Red Barnet.

## Baggrund
Johanne Schmidt-Nielsen er datter af seminarielektor Dorte Schmidt-Nielsen og Peter Hjuler-Jensen, som er souschef for afdeling for Vindenergi på Risø, og Lily Schmidt-Nielsens barnebarn. Hun er vokset op hos sin mor i Bofællesskabet Drejerbanken i Skalbjerg på Fyn.
Johanne Schmidt-Nielsen gik i gymnasiet på Odense Katedralskole, hvorfra hun blev student i 2002 og flyttede samme år til København. Fra 2004 til 2007 tog Schmidt-Nielsen en bachelorgrad i socialvidenskab fra Roskilde Universitet.
Hun har tidligere boet i lejlighed på Nørrebro, men købte i 2016 et hus i Valby. Schmidt-Nielsen er kærester med Casper Hyldekvist.

## Politiske karriere
Hun har været aktiv i politik siden 1997 og indledte sin karriere som næstformand for Danske Gymnasieelevers Sammenslutning fra 2002 til 2003, hvor hun bl.a. var optaget af gymnasiereformen, som DGS anbefalede et nej til.
Efter hun gik af som næstformand for DGS, arbejdede Schmidt-Nielsen et stykke tid som pædagogmedhjælper i en børnehave på Frederiksberg. Snart blev hun valgt som tillidsrepræsentant for pædagogmedhjælperne, og et par måneder senere som fællestillidsrepræsentant for pædagogmedhjælperne på hele Frederiksberg. Derefter frikøbte Pædagogmedhjælpernes Fagforening hende for at  gøre hende til deres fællestillidsrepræsentant.
Ved Enhedslistens årsmøde i maj 2006 blev Schmidt-Nielsen valgt ind i partiets hovedbestyrelse og forretningsudvalg med 147 stemmer, hvilket var mere end nogen anden kandidat fik. Hun blev genvalgt til posten i 2007.
I marts 2009 besluttede Enhedslisten for første gang i partiets historie at udpege en politisk ordfører; posten tilfaldt Johanne Schmidt-Nielsen. Fra valgkampen til folketingsvalget 2011 sås Johanne Schmidt-Nielsen af Rune Stubager som partiets egentlige leder.

### Deltagelse i aktioner
Johanne Schmidt-Nielsen har gjort sig bemærket som aktivist og har bl.a. deltaget i topmødedemonstrationer i Prag, Bruxelles, Göteborg og Rostock.
Som talskvinde for aktionsgruppen Velfærdsmissionen var hun i 2006 med til at smide 200 kilo pasta og 40 liter ketchup på Finansministeriets trappe i protest mod nedskæringer på SU'en. Netværket Velfærdsmissionen har siden 2006 sat fokus på nedskæringer på velfærden og har blandt andet også stået bag en aktion ved Dansk Industri på Rådhuspladsen.
I marts 2007 anmeldte Schmidt-Nielsen Aller-pornobladet Super til politiet for rufferi. Årsagen til anmeldelsen var, at B.T. havde skrevet om bladets månedlige konkurrence, hvor man ved at svare på et simpelt spørgsmål kunne vinde en halv time i selskab med en prostitueret. Politianmeldelsen blev senere trukket tilbage, efter at Aller-koncernen indstillede konkurrencen.
Senere samme år, i september, igangsatte hun en mail-aktion mod justitsminister Lene Espersen i forbindelse med, at den såkaldte logningsbekendtgørelse trådte i kraft. Aktionen opfordrede alle, der var imod det nye regelsæt, til at sende deres private mails med cc: til justitsministeriet.

Den 27. oktober 2007 deltog Schmidt-Nielsen i en protestaktion på Rådhuspladsen mod den danske deltagelse i Irakkrigen. Happeningen arrangeret af Enhedslisten og Socialistisk Ungdomsfront bestod i at smide 60 "lig" foran rådhuset.Den 30. oktober 2007 hængte Johanne Schmidt-Nielsen og en gruppe andre feminister røde strømper op på en tørresnor ved indgangen til Socialministeriet som en protest mod social- og ligestillingsminister Karen Jespersens arbejde. Aktionen var ifølge Schmidt-Nielsen en opfordring til ministeren om at gøre noget ved den manglende ligestilling i samfundet.
Dagen efter plantede hun sammen med andre medlemmer af Enhedslisten buske i Ørstedsparken som en symbolsk protest mod den hetz og chikane, der er mod bøsser i København og som en manifestation af seksuelt frisind. De oprindelige buske havde kommunen valgt at fjerne, da man ikke var interesseret i, at folk dyrkede sex i parken..
Senere samme dag lancerede Enhedslisten en ny strategi mod hate crimes, der skulle sikre, hadforbrydelser registreres.
Mandag den 5. november 2007 kom Johanne Schmidt-Nielsen med et udspil til en "modernisering" af ophavsretten, hvori hun anbefalede at nedsætte en kommission til arbejde med alternativer til den nuværende ophavsretslovgivning, samt at DRM burde ulovliggøres.  Forslaget fik stor opmærksomhed fra medierne, idet hun samtidig, for at sætte fokus på problemet, indrømmede, at hun selv havde overtrådt ophavsretsloven på området ved at hente og distribuere piratkopier på internettet, og at hun i øvrigt ikke havde tænkt sig at stoppe. 
Udtalelsen blev mødt med skarp kritik fra Dansk Artist Forbund, mens den blev rost af Piratgruppen, som placerede hende sammen med Ny Alliances Morten Bay, SF's Ninna Thomsen og De Radikales Christian Friis Bach som politikere med en stærk kritik af den aktuelle copyrightlovgivning.
Den 6. november 2007 deltog Schmidt-Nielsen i endnu en aktion for ligestilling, denne gang på Nørreport Station. Aktionens mål var at sætte fokus på forskellen mellem mænds og kvinders lønninger. 

### Kommunal- og folketingsvalg
Schmidt-Nielsen stillede op til kommunalvalget 15. november 2005 med løfter om billige boliger, mere ligestilling og at reformere byens kulturliv. Hun var opstillet på en syttendeplads for Enhedslisten og fik 142 personlige stemmer, men blev ikke valgt ind.
Den 5. marts 2007 meddelte Pernille Rosenkrantz-Theil, at hun ikke ville genopstille til Folketinget ved det kommende valg. Herefter overtog Johanne Schmidt-Nielsen hendes post i partiet og blev tildelt den "sikre" valgkreds København 1.
Den 12. november 2007 deltog Schmidt-Nielsen i en partilederrunde på TV 2 som den yngste nogensinde. I den anledning forvekslede De Konservatives partiformand Bendt Bendtsen hende før selve udsendelsen med en piccoline og bad hende hente ham en kop kaffe.
Hun var ved Folketingsvalget 2007 som partiets spidskandidat i Nørrebrokredsen, foran bl.a. Asmaa Abdol-Hamid. Schmidt-Nielsen gik til valg på emner som modstand mod ensretning og kamp for mere velfærd og ligestilling i det danske samfund. Hun blev valgt ind i Folketinget som en af de yngste politikere nogensinde.
På baggrund af sin post som politisk ordfører repræsenterede hun i valgkampen i september 2011 Enhedslisten i de landsdækkende partilederdebatter. Johanne Schmidt-Nielsen blev af de politiske kommentatorer udpeget som hovedårsagen til sit partis succes i valgkampen. Ved valget opnåede hun 47.002 personlige stemmer, hvilket var det højeste antal i Københavns Storkreds og en andenplads på landsplan efter Lars Løkke Rasmussen. Hun blev ved Folketingsvalg 2015 genvalgt som spidskandidat i Københavns Storkreds og opnåede 40.425 personlige stemmer, det tredjehøjeste stemmetal af alle på landsplan efter Kristian Thulesen Dahl og Helle Thorning-Schmidt. I 2019 kunne hun ikke stille op mere på grund af Enhedslistens rotationsordning.

## I øvrigt
Johanne Schmidt-Nielsen har skrevet flere kronikker, bl.a. i Dagbladet Information.￼￼
Johanne Schmidt-Nielsen deltog i Det nationale ligelønsnetværk,som blev lanceret den 8. marts 2008.
I 2013 medvirkede hun i komikeren Linda Ps sang Støttesang til realitydeltagerne.